# Неопределённое прошедшее время (турецкий язык)
Неопределенное прошедшее время, Прошедшее субъективное (неочевидное) время (тур.  Öğrenilen geçmiş zaman, англ.  Turkish not defined Past Tense), время в тюркских языках.
В турецком языке, образуеется добавлением аффикса «-miş» а также в других тюркских языках. Согласно закону сингармонизма аффикс может принимать значения -miş, -mış, -muş или müş. Примеры:
| Ben gelmişim. (Я пришел (неочевидно)).      | Biz gelmişiz. (Мы пришли (неочевидно).)       |
| Sen gelmişsin. (Ты не пришел (неочевидно)). | Siz gelmişsiniz. (Вы не пришли (неочевидно)). |
| O gelmiş. (Он пришел (неочевидно)).         | Onlar gelmişler. Они пришли (неочевидно).     |

Прошедшее время с -miş в основном используется в турецком языке для двух целей. В первом случае, когда речь идет о событии или ситуации, которые произошли в прошлом, но говорящий узнал о них из другого источника (не были лично свидетелями):
- Dün bir İtalyan gemisi batmış. Вчера затонул итальянский корабль (неочевидно).
- Bu topraklarda büyük bir Kelt ülkesi varmış. На этой земле была великая кельтская страна (неочевидно).

Используется для самораспознанных или обнаруженных состояний, когда дается субъективная оценка:
- Neredeyse bir saat boyunca koşmuşum. Я бежал почти час (субъективно). Человек говорит что он бежал час, но "не дает гарантии что это так", не претендует на объективность.
- Elektrikler kesilince buzdolabındaki tüm yiyecekler bozulmuş. Когда отключили электричество, вся еда в холодильнике испортилась. Человек говорит что еда испортилась когда отключили электричество, но это субъективно.
- Bu yemekler çok güzel olmuş, elinize sağlık. Эти блюда очень хороши, здоровья вашим рукам. Еда вкусная по субъективному мнению говорящего.
- Hava da ne kadar soğukmuş. Какая холодная погода. Это может говорить человек, когда он находится внутри здания. При утверждении он предполагает что погода холодная, но не претендует на объективность.

При переводе на русский язык смысл неочевидности теряется, так как переводчики опускают добавление неочевидно. Гораздо правильнее переводить такие предложения c добавлением уточнение "по субъективному мнению", "по слухам" как: По слухам, вчера затонул итальянский корабль.

## Неопределённое прошедшее время в тюркских языках народов России
Из-за того что филологические тюркские школы народов России формировались используя логику текста и терминосистемы русского языка, во грамматиках, созданных под руководством "отца" грамматик тюркских народов РСФСР это время отсутствует, хотя фактически есть. Имея возможность формировать языковую грамматику только на основе русского языка, носители языка, не могли аргументировано донести элементарное субъективное неочевидное время, имеющиеся во всех тюркских языках:

Неужели и их надо понимать так, что я что-то взял, но сам этого Факта не заметил и узнал о нем от других или мы что-то брали, а сами об этом Факте не знали и информировались от других? Очевидно, здесь дело не в этом, а в чем-то другом. Некоторые башкирские языковеды, чтобы спасти положение, пытались (правда, в устной Форме) предложить такое разъяснение. Предположим, я упал в обморок, и, не помня себя, непроизвольно что-то взял в руки; когда же я пришел в себя и обнаружил у себя в руках взятую вещь, то я этим сам получил право сказать: алғанмын, поскольку самый акт взятия происходил «без моего ведома».. 
Само по себе, естественное, для одного, но для другого противоестественное, объяснение автором грамматики башкирского языка было объявлено искусственным, так как не вписывалось в реалии русского языка.